# 후추슈쿠 (도카이도)

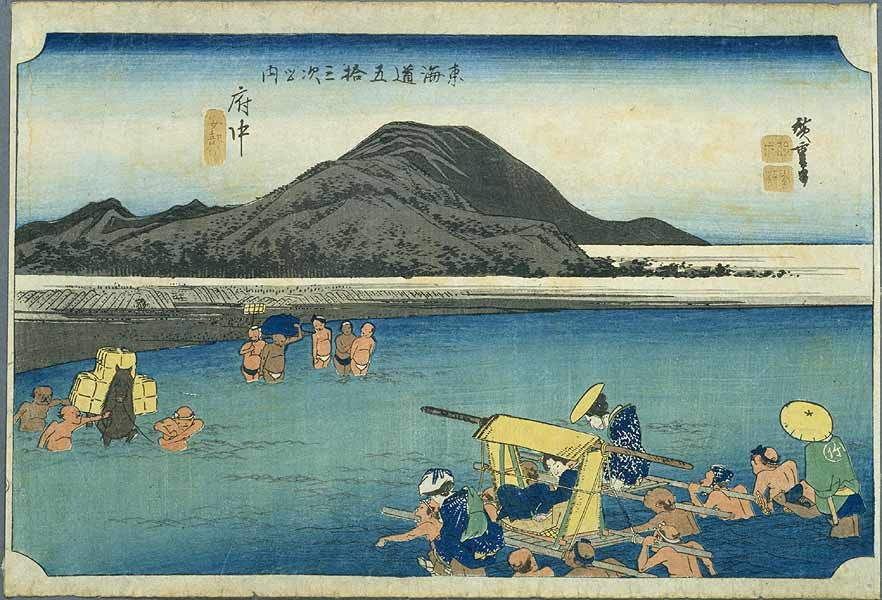
우타가와 히로시게 『도카이도 오십삼차・후츄』 배경의 산은 도쿠간지산으로 보인다.

후츄슈큐/후츄쥬쿠(일본어: 府中宿 ふちゅうしゅく、ふちゅうじゅく[*])는 도카이도 오십삼차의 19번째 슈쿠바이다. 거리는 죠카마치인 슨푸의 한 쪽이다. 현재의 행쟁구역으로는 시즈오카시 아오이구에 속한다.

## 개요
도쿠가와 이에야스의 전 수도이며, 옛 도카이도는 JR시즈오카역 북쪽에 위치한 슨푸성과의 사이를 두어 아베강에 이른다. 강 바로 앞 서견지가 예전이 있었던 미륵 부근에는 짓펜샤 잇쿠의 「東海道中膝栗毛」에 등장하는 아베카와모치를 파는 매점이 존재한다.

## 일본 유산
2020년 6월 19일, 「후츄슈쿠 (슨푸 96개정)(府中宿（駿府九十六ヶ町）)」으로서 아베카와모치와 함께 문화청의 문화재 보호 제도 「일본유산」의 스토리 『일본 최초 "여행 붐"을 일으킨 야츠구씨 키타씨, 슨슈의 여행 ~해학본과 우키요에가 그리는 도카이도 여행 가이드북 (도중기)~(日本初「旅ブーム」を起こした弥次さん喜多さん、駿州の旅～滑稽本と浮世絵が描く東海道旅のガイドブック（道中記）～)』의 구성 문화재의 하나로 인정되었다.

## 대중교통
- JR 도카이도 본선ㆍ도카이도 신칸센 시즈오카역

## 근처 슈쿠바
- 도카이도

에지리슈쿠 - 후츄슈쿠 - 마리코슈쿠

## 같이 보기
- 도카이도 오십삼차
- 슨푸성
- 후츄
- 짓펜샤 잇쿠
- 니쵸마치 유곽